# Буда (Рогачёвский район)
Буда (бел. Буда) — деревня в Городецком сельсовете Рогачёвского района Гомельской области Беларуси.

## География

### Расположение
В 20 км на юго-восток от районного центра и железнодорожной станции Рогачёв (на линии Могилёв — Жлобин), 115 км от Гомеля.

### Гидрография
На южной окраине безымянная река (приток реки Ржавка).

## Транспортная сеть
Транспортные связи по просёлочной, затем автомобильной дороге Рогачёв — Довск. Планировка состоит из прямолинейной улицы, ориентированной с юго-запада на северо-восток, которая в центре пересекается второй прямолинейной улицей. Застройка двусторонняя, деревянная, усадебного типа.

## История
По письменным источникам известна с XVIII века как селение в Речицком повете Минского воеводства Великого княжества Литовского. Упоминается в 1756 году как деревня Слобода Будская в Заднепровском войтовстве Рогачёвского староства. Деревню населяли старообрядцы, происходившие из центральных областей Российской империи крестьян, которые бежали от религиозных гонений .
В 1765 году сообщается о разорении деревни и уводе её населения российским войском, в результате чего деревня опустела:

Słoboda Budziska nasiadła Moskalami, teraz przechodem Woyska Rossyię a wyborem ludzi Moskiewskich zruynowana yspostoszona, Prowent z niey upad …

Это событие по времени совпадает с так называемой «второй выгонкой» старообрядцев — в 1764 году по приказу Екатерины II на территорию Речи Посполитой были направлены российские войска под командованием генерал-майора Якова Васильевича Маслова с целью: «… забрания российских беглых подданных, невполном расстоянии границы находящихся». Царским войскам было приказано сжечь все церковные и жилые здания, насильственно вывезенных старообрядцев предписано «посылать для укомплектования полков в Сибирь и на поселение».
После 1-го раздела Речи Посполитой (1772 год) в составе Российской империи. В связи с отказом рогачевского старосты графа Леонарда Поцея принять присягу на верность Российской императрице в установленный срок, Рогачёвское староство было секвестрировано в казну. Часть бывшего Рогачевского староства, включая Буду, была пожалована Екатериной II 21 апреля (2 мая) 1774 года князю Петру Михайловичу Голицыну «за разбитие им при Татищевой крепости злодеев», а после его гибели на дуэли в 1775 году Гадиловичская дача с Будой в ее составе по наследству перешла во владение малолетнему сыну Михаилу Петровичу Голицыну.
Согласно ревизских материалов 1859 года во владении И. Чернышова-Кругликова. С 1880 года действовал хлебозапасный магазин, в Староруднянской волости Рогачёвского уезда Могилёвской губернии.
В 1930 году создан колхоз, работала кузница. Во время Великой Отечественной войны в декабре 1943 года каратели сожгли деревню и убили 2 жителей. В боях за деревню и окрестности погибли 424 советских солдата. Имена 235 воинов РККА увековечены в Братской Могиле Воинского Захоронения № 3841, что в 1 км на северо-запад от деревни, на опушке леса. 30 жителей погибли на фронте. Согласно переписи 1959 года в составе колхоза «Рассвет» (центр — деревня Городец).

## Население
- 1777 год — 20 христиан мужского пола[7];
- 1940 год — 76 дворов, 287 жителей;
- 1959 год — 282 жителя (согласно переписи);
- 2004 год — 34 хозяйства, 75 жителей;
- 2019 год — 17 хозяйств, 21 житель[8].